# Микрофиламенты
Микрофиламенты (актиновые микрофиламенты, МФ) — нити, состоящие из молекул глобулярного белка актина и присутствующие в цитоплазме всех эукариотических клеток. В мышечных клетках их также называют «тонкие филаменты» (толстые филаменты мышечных клеток состоят из белка миозина). Под плазматической мембраной микрофиламенты образуют трёхмерную сеть; в цитоплазме формируют пучки из параллельно ориентированных нитей или трехмерную сеть. Имеют диаметр около 6—8 нм.

## Строение
Микрофиламенты состоят из двух перекрученных цепочек из молекул глобулярного белка актина, имеют диаметр около 7—8 нм. Как и микротрубочки (и в отличие от промежуточных филаментов), микрофиламенты обладают полярностью. Это означает, что два их конца (обозначаемые как (+)-конец и (−)-конец) неравноценны по своему строению, способности присоединять новые молекулы актина и другим свойствам. В мышечных клетках (+)-концы МФ прикрепляются к Z-линиям саркомеров, а (−)-концы свободны.

## Состав
- Актин;
- другие сократительные белки (в меньших, нежели актин, количествах):
миозин, тропомиозин, актинин (несколько отличающиеся от соответствующих мышечных белков)
- различные специальные белки:
винкулин, фрагмин, филамин, виллин и др.

## Функции
- Сократимые элементы цитоскелета — непосредственно участвуют в:
  - изменении формы клетки при распластывании,
  - прикреплении к субстрату,
  - амёбоидном движении,
  - эндомитозе,
  - циклозе в растительных клетках.
  - перемещении везикул в клетках животных и растений
- Места опосредованного прикрепления некоторых мембранных белков-рецепторов.
- Формирование сократительного кольца при цитотомии в клетках животных.
- В клетках кишечника позвоночных — поддержание микроворсинок.